# Верхний Шибряй
Верхний Шибряй — село в Уваровском районе Тамбовской области России. 
Административный центр Верхнешибряйского сельсовета.

## География
Расположено на реке Шибряйка, примерно в 20 км к востоку от районного центра, города Уварово.

## История
Впервые упомянуто в документах ревизской сказки 1811 года как «Верхи Шибряйские», c упоминанием жившей там однодворки Ефросиньи Ильиной с двумя крестьянами. В ревизии 1816 года указывалось, что в деревне Верхи Шибряйские проживало в 37 домах 298 однодворцев, некоторые из которых имели дворовых людей.
В селе имелась построенная на средства прихожан церковь в честь Казанской иконы Божией Матери (приход открыт в 1858), позже сгоревшая.
Позднее в Бутурлиновке Воронежской губернии был куплен новый деревянный храм, поставлен и освящён в честь Николая Чудотворца в 1883 году. Храм был деревянным, работал в Советские времена и был гордостью жителей. На праздники собирал прихожан не только со всего района, но и соседних районов. В 70-тый годы был отремонтирован даже. С окончание Советских времен, когда стали открываться храмы в Уварове (районный центр) и другие, то оказался заброшенным и сгорел. Деревянный храм был уничтожен окончательно. Кирпичное здание стоявшее рядом с храмом было перестроено в храм и переосвящёно в 2008 году, относясь сейчас к Уваровской епархии.

## Население
| 2002 | 2010 |
| ---- | ---- |
| 366  | ↘339 |